# وسمة برتغالية
الوسمة البرتغالية (باللاتينية: Isatis lusitanica) أو الوسمة الحلبية (باللاتينية: Isatis aleppica Scop.) نوع نباتي من جنس الوسمة من الفصيلة الصليبية. سميت نسبة إلى البرتغال مع أنها غير موجودة هناك.

## الموئل والانتشار
موطنها بلاد الشام والمغرب العربي وتركيا واليونان.

## ثبت المراجع
1. 1 2  Caroli Linnæi (1753), Species Plantarum: Exhibentes plantas rite cognitas ad genera relatas (باللاتينية), vol. 2, p. 670, QID:Q21856107
2. ↑  قاعدة البيانات الأوروبية-المتوسطية للنباتات.خريطة انتشار الوسمة البرتغالية (بالإنكليزية). تاريخ الولوج 3 أيار 2012. نسخة محفوظة 09 يناير 2018 على موقع واي باك مشين.